# スヴャトポルク・ユーリエヴィチ
スヴャトポルク・ユーリエヴィチ（ロシア語: Святополк Юрьевич、? - 1190年）は、ユーリー・ヤロスラヴィチの子である。トゥーロフ・ピンスク公（在位：1170年以降 - 1190年）。

## 生涯
1157年、ガーリチ公ヤロスラフの依頼により、イヴァン・ロスチスラヴィチの引渡しを求めてスーズダリ公（兼キエフ大公）ユーリーのもとへ向かったが（この時イヴァンはヤロスラフと敵対関係にあり、ユーリーに捕らえられていた）、イヴァンを庇護しようとする聖職者たちの介入によって、イヴァンはスーズダリへと送られた。
1161年にウラジーミル・ムスチスラヴィチに対する遠征軍に参加した。1168年には他の諸公と共にポロヴェツ族への遠征に参加、またキエフ大公ムスチスラフを支援してウラジーミル大公アンドレイと戦った。一方、1173年にはアンドレイ陣営に加わり、ロスチスラフ家と戦っている。
1173年、ガーリチ公ヤロスラフは妻のオリガとの間に軋轢が生じ、オリガを遠ざけた。オリガは息子のウラジーミルと共にポーランドへ逃れたが、スヴャトポルクはオリガの帰還を求めた。一方、1183年、ガーリチ公ヤロスラフと不和になったオリガの息子のウラジーミルに対しては、身元の受け入れを拒否している。
1190年に死亡した。

## 子女
- ウラジーミル - ピンスク公
- ロスチスラフ - ピンスク公